# Ford Thunderbird
Ford Thunderbird je grand tourer vyráběný americkou automobilkou Ford od roku 1955 do roku 1997 a poté od roku 2002 do roku 2005 v celkem 11 generacích. Původně vůz začínal jako dvoudveřový kabriolet, s pozdějšími generacemi přibylo ovšem mnoho karosářských variant, jako například kupé, čtyřdveřový kabriolet či čtyřdveřový sedan.
Ford původně plánoval vůz zamířit na bohaté zákazníky toužící po sportovním voze, ale druhá generace přinesla zadní sedadla a levnější cenu, čímž se vůz posunul do kategorie grand tourer – vozy této kategorie dávají přednost komfortu a bohaté výbavě před jízdními vlastnostmi a sportovním výkonem. Na základě Thunderbirdu byly postaveny koncernově spřízněné vozy Lincoln Continental a Mercury Cougar. Celkem bylo vyrobeno přes 4,4 miliónů Thunderbirdů.

## Vývoj
Na přání Henryho Forda II byl v roce 1953 Fordem vyvinut koncept malého dvousedadlového sportovní roadsteru Ford Vega. Koncept vzbudil při představení zájem, ale jeho slabý výkon, evropský design a potenciálně vysoká cena Ford odradila od sériové produkce. Sloužil však jako inspirace pro Thunderbird, který byl ale více americký, méně sportovní a více luxusní. Vývojem vozu byl pověřen Lewis Crusoe, bývalý manažer GM. Původní plán byl vyrobit dvousedadlový kabriolet s maximální vahou 1145 kilogramů, V8 motorem a maximální rychlosti přes 100 mílí za hodinu (161 km/h). Návrh designu byl dokončen v květnu 1953, v září byl schválen a v prosinci po los angelském autosalonu v prosinci byl vůz schválen Henry Fordem II jakožto konkurent Chevroletu Corvette.
Mezi původními názvy byly návrhy jako Apache, Falcon, Eagle, Tropicale, Hawaiian a Thunderbolt. Finální název Thunderbird vzešel z hromového ptáka, legendárního zvířete původního severoamerického obyvatelstva.

## První generace (1955–1957)

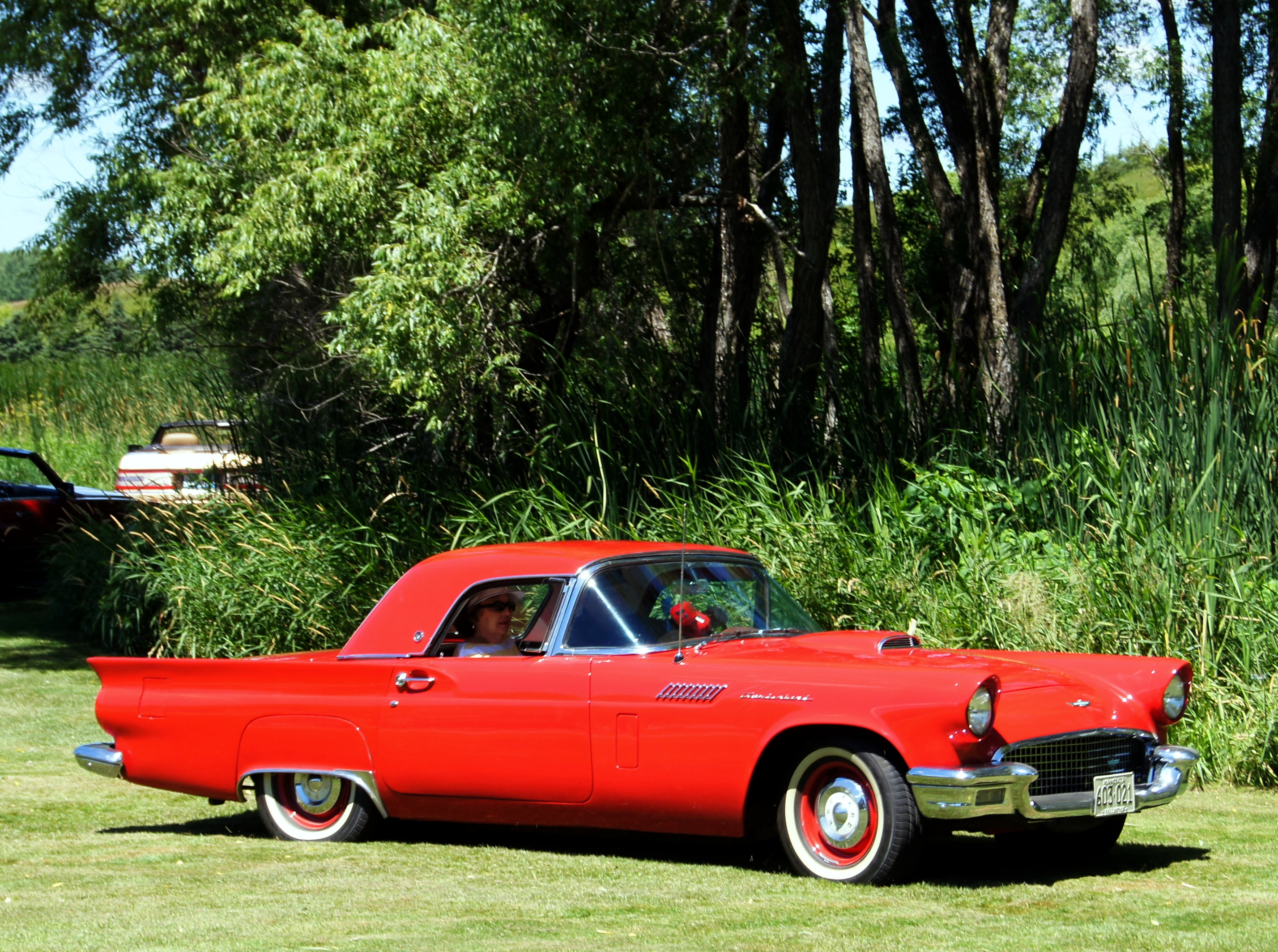
Ford Thunderbird (1957)

Sériový Thunderbird byl představen na detroitském autosalonu 20. února 1954 po přibližně roce vývoje, který byl urychlen z důvodu konkurenta v Corvette. Byl představen jako dvousedadlový vůz s odnímatelnou střechou z skleněných textilních vláken či s klasickou stahovatelnou látkovou střechou. Produkce první generace začala 9. září a prodej odstartoval 22. října 1954. Designově připomínal ostatní dobové Fordy, s určitými sportovními detaily (průduch na kapotě, tachometr až do 240 km/h). Veškerou techniku, včetně 4,8 litrového V8 motoru, sdílel s ostatními produkčními Fordy.
I přesto, že byl vůz postaven jakožto přímý konkurent Corvette, samotný Ford ho řadil do třídy grand tourer, zatímco Corvette patřilo do třídy sportovní. Prodejně byl Thunderbird úspěšný – jen v roce 1955 se jich prodalo 16 155, zatímco Corvette pouze 674.
Kvůli vysokým prodejním číslům byl vůz pro modelový rok 1956 modernizován pouze mírně – rezervní pneumatika se přesunula z kufru na vnějšek, čímž se zvětšil objem kufru, změnila se pozice výfuků a před přední kola byly přidány průduchy ke zlepšení cirkulace vzduchu v kabině. Změna pozice rezervy ovšem zhoršila jízdní vlastnosti. Do nabídky byly přidány nové barvy a přibyl silnější 160 kW 5,1 litrový motor. V roce 1956 se prodalo 15 631 vozů.
V roce 1957 prošel vůz větší modernizací, kdy došlo ke změně designu předního nárazníku, masky chladiče, zadních křidélek a světel. Rezerva se vrátila dovnitř kufru, tentokrát však namontovaná vertikálně. 5,1 litrový motor byl nyní standardem a jeho výkon byl zvýšen na 183 kW. Přibyly i dva nové 5,1 litrové motory – verze s karburátorem (224 kW) a verze s kompresorem (254 kW). V roce 1957 se prodalo celkem 21 380 vozů.

## Druhá generace (1958–1960)

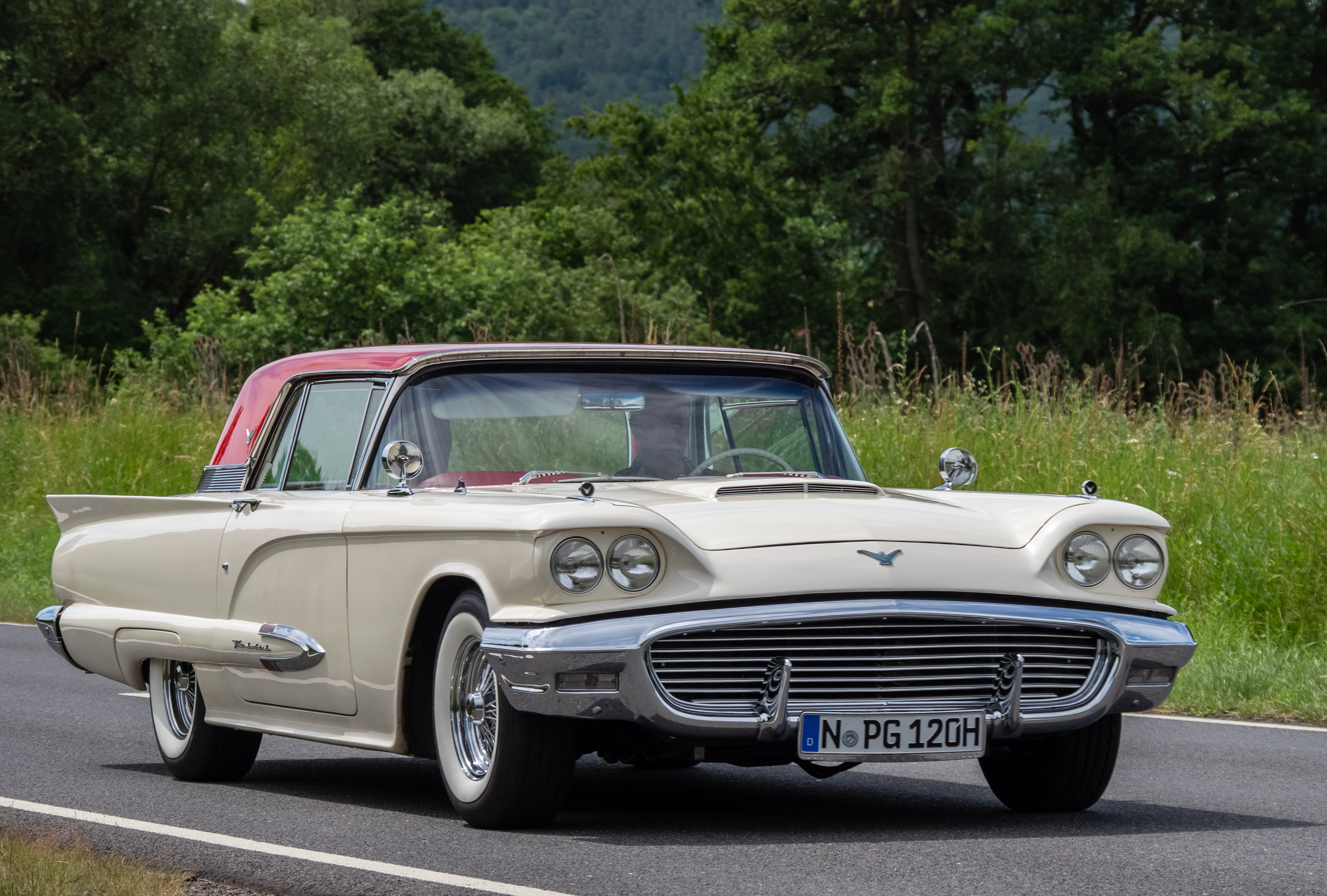
Ford Thunderbird (1960)

Ačkoliv se první generace prodávala skvěle, vedení Fordu a především Robert McNamara, měli za to, že je potenciál vozu omezen pouze dvousedadlovým uspořádáním. Druhá generace byla tedy již čtyřsedadlová. Tato změna se spolu se zlepšením výbavy Fordu vyplatila a Thunderbird se stal prodejním hitem – druhé generace se za tři roky prodalo 200 000 kusů. Vůz se stal prvním, který vyhrál prestižní ocenění Auto Roku magazínu Motor Trend – do roku 1958 jej získávaly pouze celé koncerny. Druhá generace se začala prodávat v březnu 1958 pouze jako kupé, kabriolet přišel až o pár měsíců později.
Vůz byl delší a mnohem těžší (o 363 kg) než první generace a poháněl jej 5,8 litrový motor V8 s 224 kW s třístupňovou manuální či automatickou převodovkou. V prvním necelém roce prodeje se jej prodalo 37 892 kusů.
V roce 1959 vůz prošel modernizací, která změnila především vzhled, ale také kompletně systém zadního odpružení. Do nabídky přibyl nový 7litrový motor s 261 kW. V roce 1959 se prodalo 67 456 vozů, z toho 10 261 kabrioletů. V roce 1960 se opět mírně změnil design a prodalo se 92 843 vozů.

## Třetí generace (1961–1963)

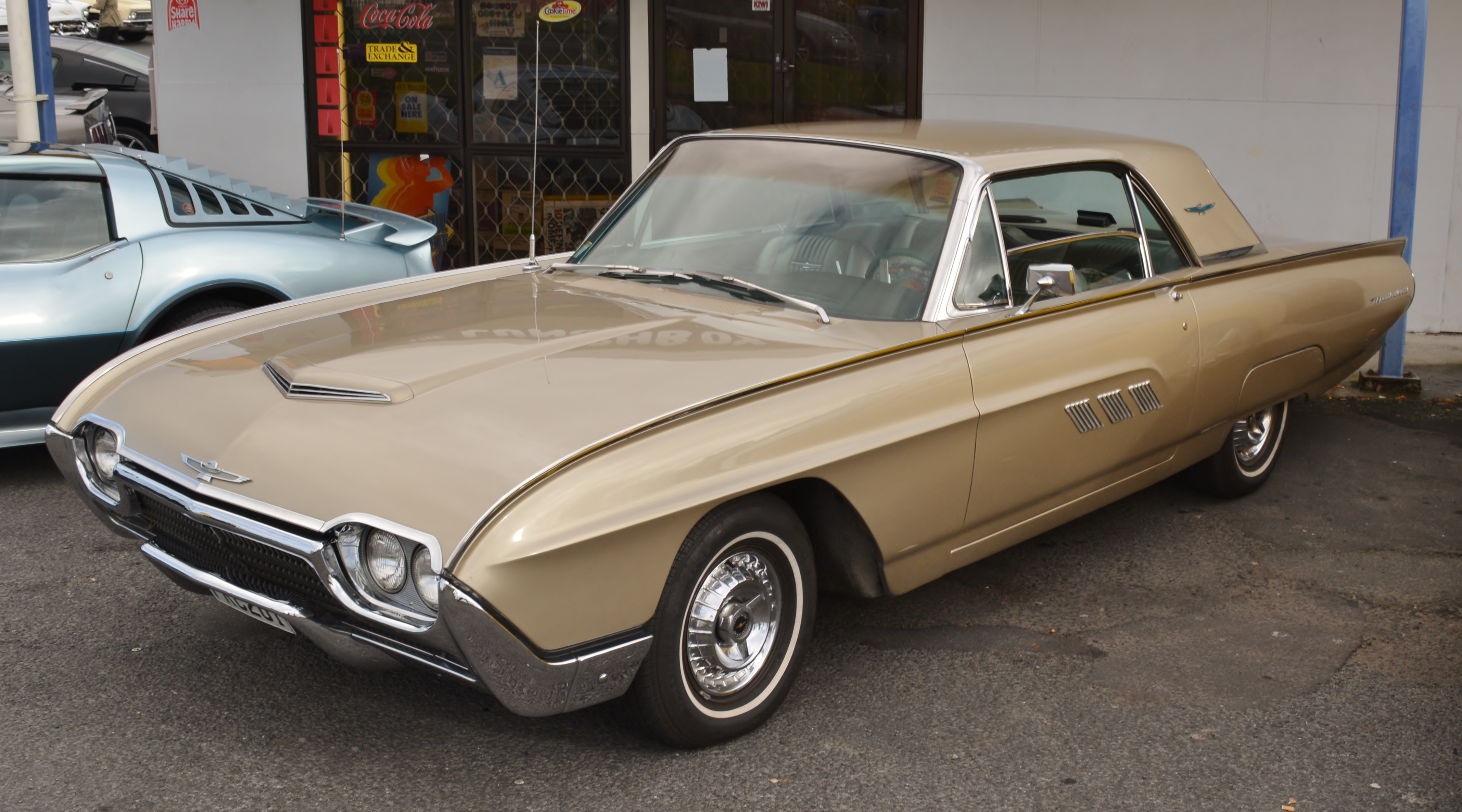
Ford Thunderbird (1963)

Třetí generace byla uvedena do prodeje v roce 1961. Základním a zprvu jediným motorem byl 6,4 litrový motor V8 s 224 kW s třístupňovou automatickou převodovkou. Vůz sloužil jako pace car při závodě 500 mil Indianapolis a byl ve velkém použit při inauguraci Johna F. Kennedyho, v jehož vládě byl Robert McNamara ministrem obrany. Třetí generace se vyznačovala skvělou výbavou – některé standardní prvky výbavy, jako třeba posilovač řízení či posilovač brzd, byly u jiných konkurentů za tučný příplatek. V prvním prodejním roce se prodalo 73 051 Thunderbirdů.
V roce 1962 byly přidány dvě varianty – karoserie landau s vinylovou střechou a speciální výbava Sports Roadster pro kabriolet. Sports Roadster byl však kvůli své vysoké ceně neúspěšný, navíc získal špatnou reputaci, když speciální kola značky Kelsey-Hayes způsobily kvůli konstrukční chybě nehodu Elvise Presleyho. V roce 1962 se prodalo 78 011 vozů.
Pro modelový rok 1963 byl pouze mírně upraven design a elektrický generátor byl nahrazen alternátorem. Thunderbirdů se prodalo 63 313 kusů, ovšem pouze 5 913 kabrioletů, jenž byly každým rokem méně a méně populární.

## Čtvrtá generace (1964–1966)

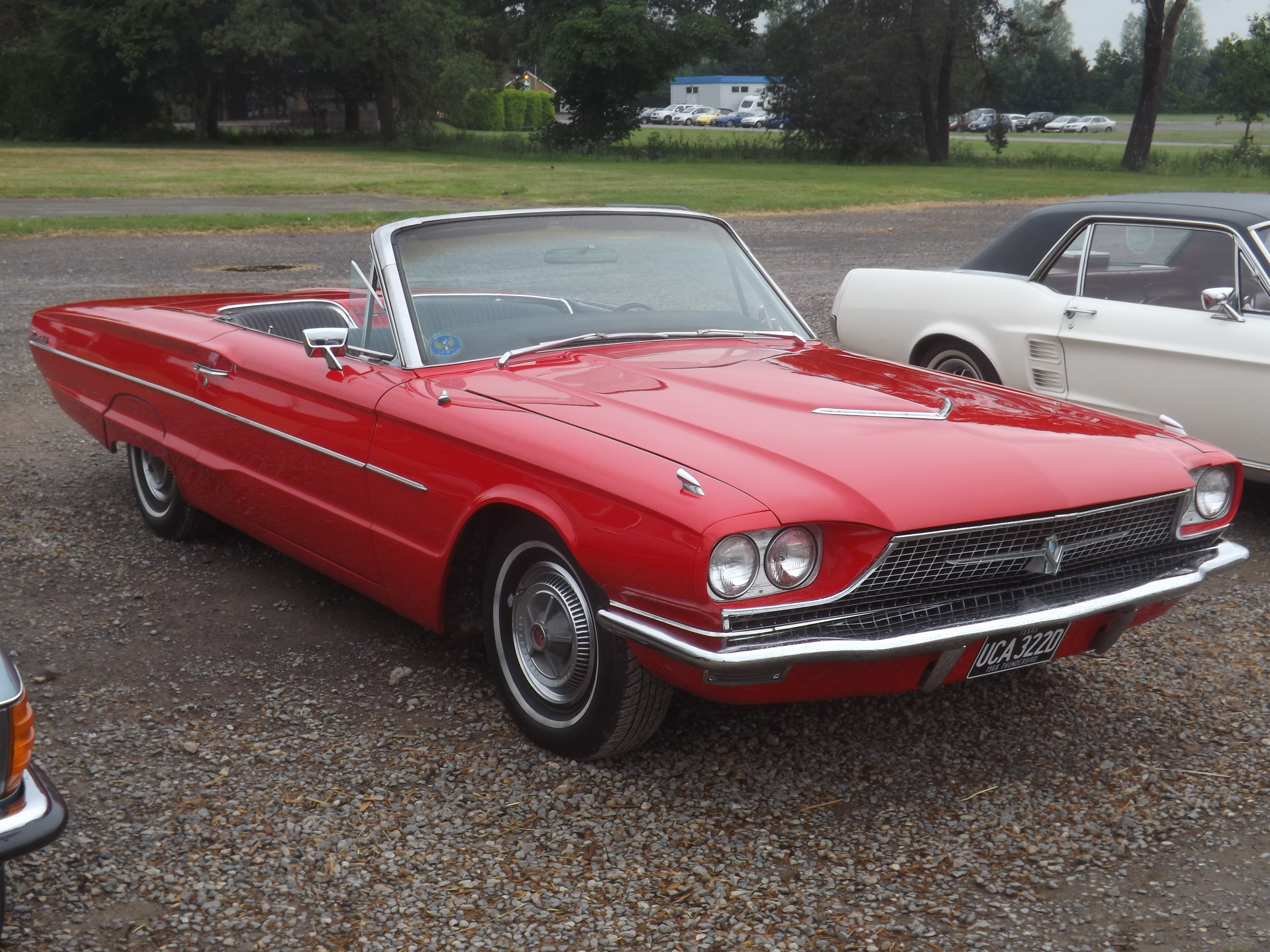
Ford Thunderbird (1966)

Čtvrtá generace byla navržena, aby působila ještě více luxusně a méně sportovně. Vůz poháněl 6,4 litrový 224 kW V8 motor, se kterým Thunderbird zrychlil z 0 na 100 km/h za 11 sekund. Proti třetí generaci měla čtvrtá mnohem měkčí odpružení, což zvýšilo komfort, ale zhoršilo jízdní vlastnosti. Do prodeje vešel ve čtyřech variantách – kupé, kabriolet, Sports Roadster a landau. Kabriolet a Sports Roadster byl nepopulární, Sport Roadsterů se v roce 1964 prodalo pouhých 50, zatímco celkově se prodalo 92 465 Thunderbirdů.
V roce 1965 prošel vůz modernizací, kdy se mírně změnil vzhled včetně masky chladiče, ale především přibyly prvky výbavy, které na voze v roce 1964 chyběly z důvodu uspěchání uvedení vozu na trh. Vepředu byly standardně montovány kotoučové brzdy a přibyly sekvenční blinkry. Prodeje zeslábly na 74 972, i kvůli konkurenci z vlastního koncernu v podobě Fordu Mustang.
V roce 1966 byl zvýšen výkon základního motoru na 235 kW a do nabídky přibyl 7litrový motor V8 s 257 kW se zrychlením z 0 na 100 km/h za 9 sekund. Silnější motor stál o pouhých 86 dolarů více, tudíž byl velmi populární. Přední část vozu prošla kompletní modernizací a vzadu se změnila světla. Do nabídky kupé přibyla varianta Town Hardtop a varianta landau byla kompletně nahrazena variantou Town Landau, která byla úspěšná a tvořila přes 50 ̥ prodaných kusů. Celkem se prodalo 69 176 vozů. Šlo o poslední generaci do roku 2002, kdy byl v nabídce kabriolet.

## Páta generace (1967–1971)

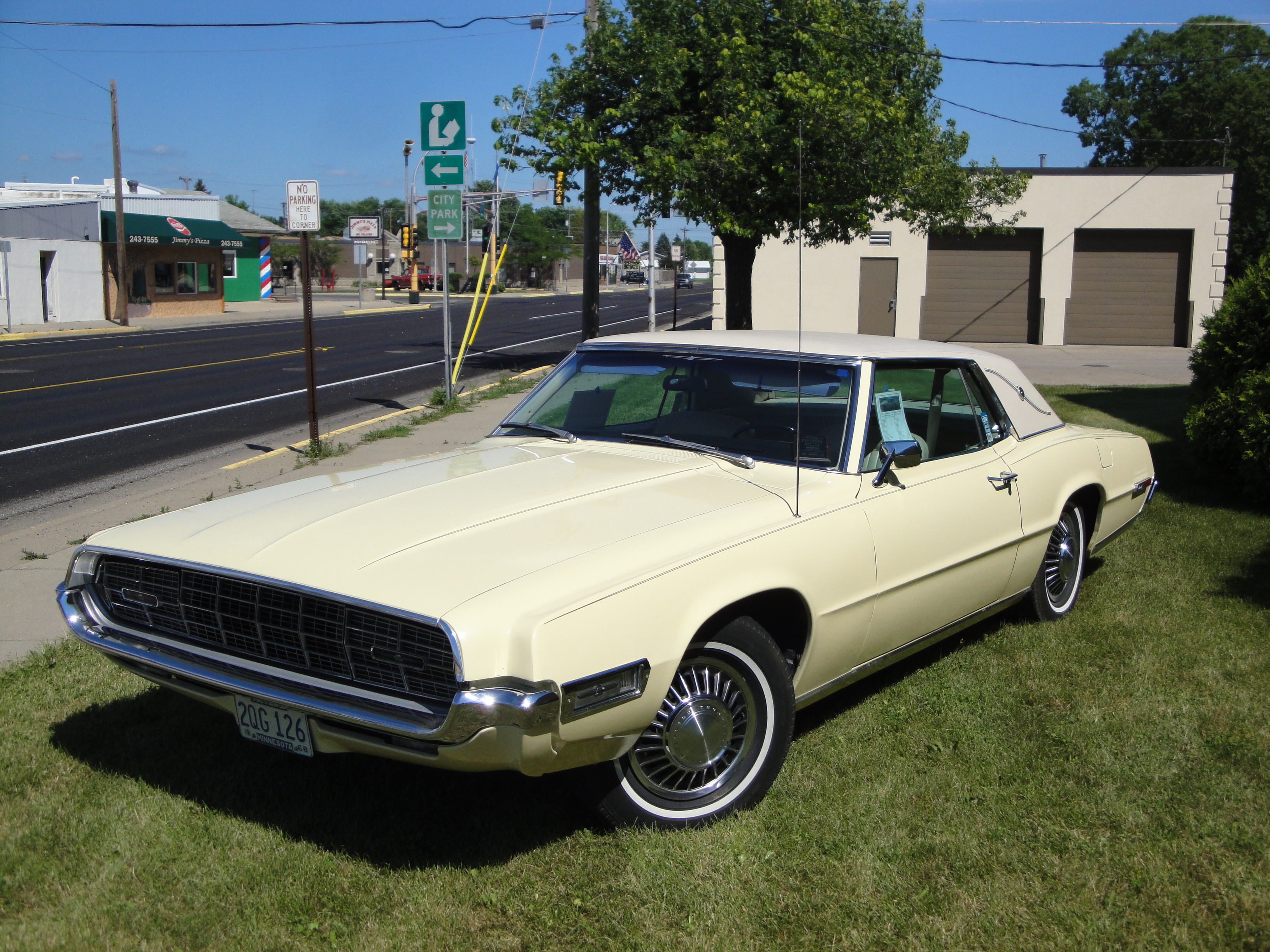
Ford Thunderbird (1968)

Pátá generace přinesla změnu v koncepci Thunderbirdu. Jelikož Ford během čtvrté generace představil menší a levnější Mustang, který se Thunderbirdu podobal a omezoval jeho prodeje, rozhodl se Thunderbird zvětšit a ještě více zluxusnit. Z nabídky kompletně vypadl kabriolet, zatímco přibyla karoserie se čtyřmi dveřmi (vzadu byly sebevražedné dveře). Šlo o jedinou generaci, která měla čtyři dveře. Zatímco předchozí generace na sebe designově navazovaly a šlo o evoluce první generace, pátá generace byla kompletně rozdílná. Návrháři Fordu dostali za úkol navrhnout design, který bude odpovídat trendům následujících pěti let. Nejvýraznějším znakem je maska chladiče zabírající celou příď, pod níž jsou schovány světlomety, která byla inspirována stíhacími letouny. V interiéru se revoluce nekonala a připomínal předchozí generaci.
Pro modelový rok 1968 přišel nový motor, 7litrový V8 produkující 268 kW, který z páté generace udělal jeden z nejrychlejších a nejvýkonnějších Thunderbirdů. Z 0 na 100 km/h zrychlil za 8,5 sekundy. Mírně se také upravily výbavy, což platilo i pro následující rok.
V roce 1970 prošel Thunderbird větším faceliftem, který kompletně změnil design přední masky chladiče a kapoty, která nyní působila sportovněji.
Páté generace se za pět let vyrobilo celkem 270 058 kusů.

## Šestá generace (1972–1976)

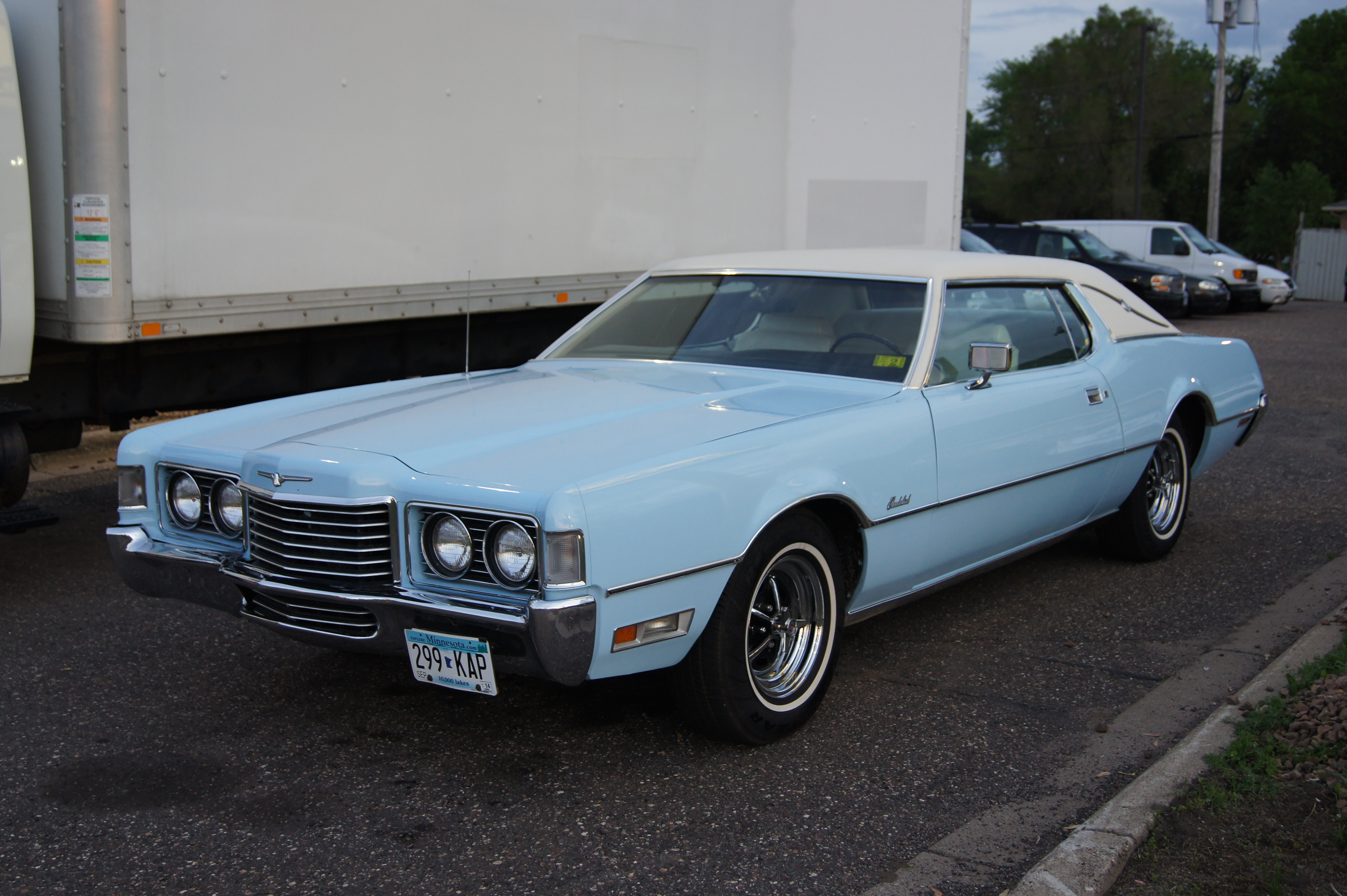
Ford Thunderbird (1972)

Šestá generace byla představena na podzim roku 1971 a do prodeje vešla v roce 1972 v pouze jedné karosářské variantě – dvoudveřové kupé. S rozvorem přes tři metry a délkou až 5 715 mm se jedná o největší generaci Thunderbirdu. Zároveň základní verze vážila lehce přes dvě tuny, 2 177 kg když byl vůz vybaven 7,5 litrovým motorem. Kromě tohoto motoru byl do roku 1973 v nabídce ještě 7litrový z předchozí generace. Ovšem ani velké motory nedokázaly zakrýt velikost vozu a výkon a ovladatelnost byly pouze průměrné – z 0 na 100 km/h vůz zrychlil za 11,3 sekundy. Váha také způsobila nadměrnou spotřebu paliva, což během ropné krize v roce 1973 oslabilo prodeje – v roce 1973 se prodalo ještě 87 tisíc vozů, v roce 1975 ale už jenom 43 tisíc.
Vůz sdílel většinu komponentů s Lincolnem Continental Mark IV, vozy se lišily pouze v designu přídě a zádě. Sdílený byl i interiér, až na malé detaily na přístrojové desce.
V roce 1973 byl vůz ještě zvětšen, jelikož nové americké bezpečností zákony nařizovaly větší nárazníky. Zlepšila se také výbava, když byly některé příplatkové prvky udělány standardem, například klimatizace, zatmavená stahovatelná okna či vinylová střecha. Prodejně šlo o nejúspěšnější rok. Následující tři roky se pouze měnila výbava, v roce 1974 byla pouze mírně upravena zadní světla.

## Sedmá generace (1977–1979)

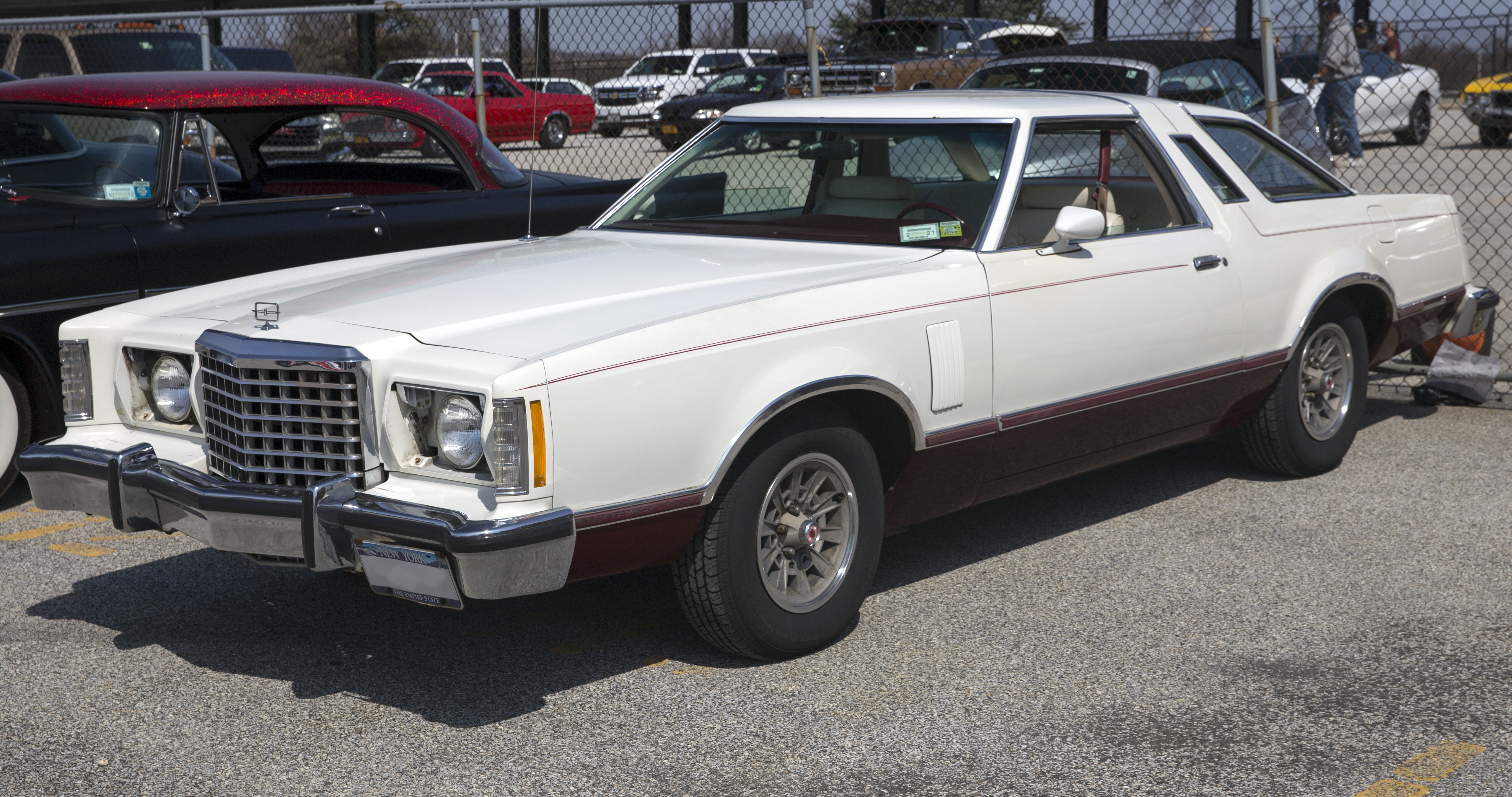
Ford Thunderbird (1977)

Sedmá generace byla po kritice šesté (kvůli velikosti a ceně) postavena na platformě menšího Fordu Torino, tudíž došlo ke zmenšení rozvoru vozu na 2 896 mm a k odlehčení o 408 kg. Design vozu byl poskládán ze starších vozů koncernu Ford, především z Fordu Elite, Mercury Cougar a Mercury Montego, ale zadní část a střecha byla navržena kompletně nová, aby došlo k odlišení od zmíněných vozů. 
Vůz debutoval se třemi motory – 4,9litrový V8, 5,8litrový V8 a 6,6litrový V8.
Design se u zákazníku uchytil a spolu s výrazným zlevněním (2 700 dolarů proti minulé generaci) šlo o prodejní úspěch. Celkem se za tři roky prodeje prodalo 955 032 Thunderbirdů, nejvíce ze všech generací. V nejsilnějším roce 1978 překonal prodej 350 tisíc kusů.

## Osmá generace (1980–1982)

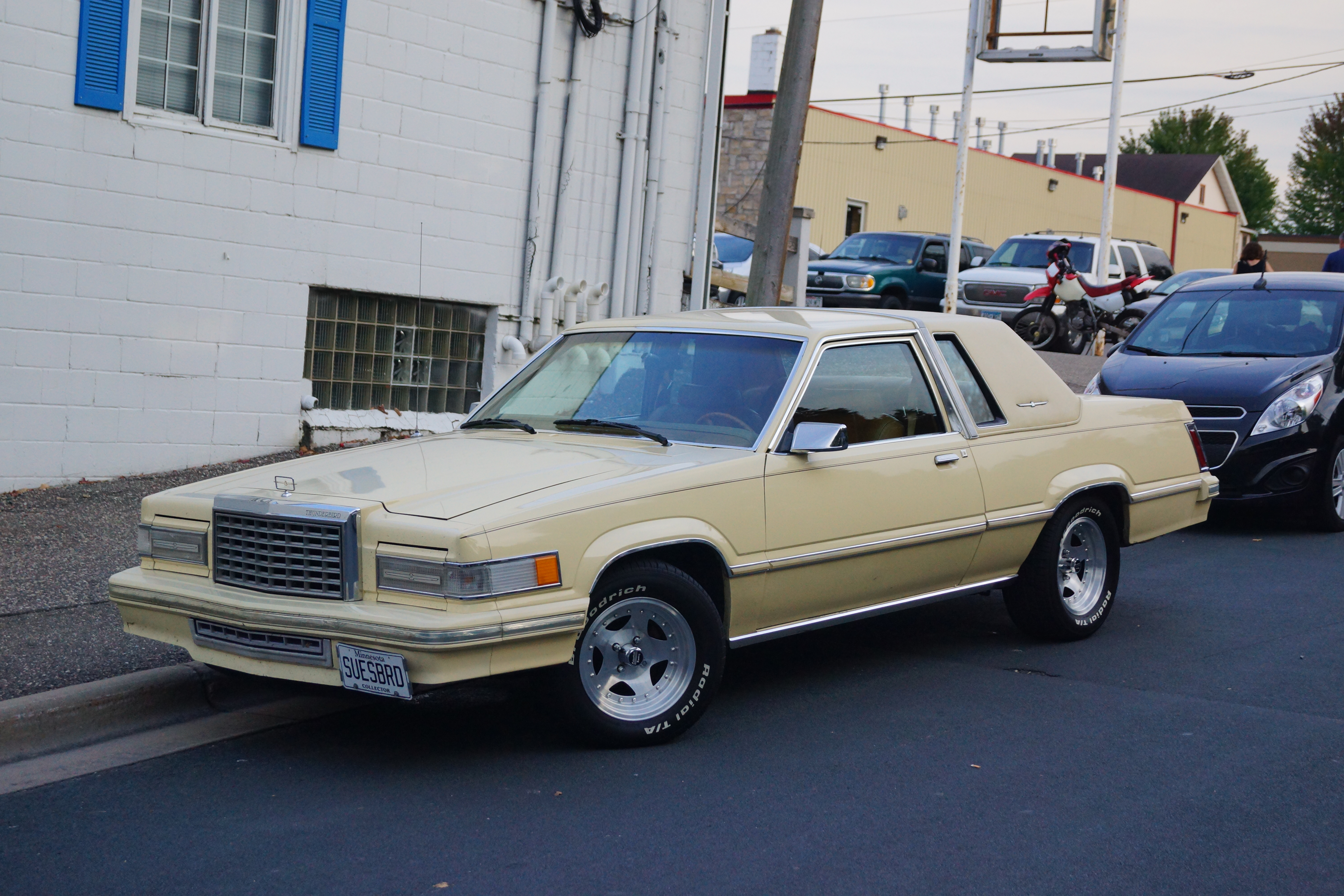
Ford Thunderbird (1980)

Osmá generace byla kvůli automobilovému trendu zmenšování zmenšena o výrazných 142 mm v rozvoru a 439 mm v délce. Na váze ubral 635 kilogramů. Vůz byl postaven na menší platformě Fox, na které byla postavena například třetí generace Fordu Mustang. Zmenšení si vyžádalo také odebrání míst k sezení – předchozí generace byla schopna uvézt až šest pasažérů, zatímco osmá pouze čtyři. Ačkoliv se stále jednalo o dvoudveřové kupé, design byl navržen tak, aby vůz vypadal spíše jako sedan. 
Design se ovšem nesetkal s pochopením u zákazníku a spolu se slabým 4,2 litrovým motorem (86 kW) byl vůz prodejním propadákem – za tři roky se prodalo méně osmé generace Thunderbirdu, než jen za rok 1979 sedmé. K dispozici byl také 5litrový motor V8, ale i ten produkoval pouhých 131 koní (98 kW). V roce 1981 přibyl poprvé v historii Thunderbirdu řadový šestiválec s objemem 3,3 litrů a v roce 1982 modernější 3,8 litrový vidlicový šestiválec, ale ani jeden nedokázal zesílit slabé prodeje. Prodeje dále utrpěly odebráním nejsilnějšího 5litrového motoru V8 v roce 1982.

## Devátá generace (1983–1988)

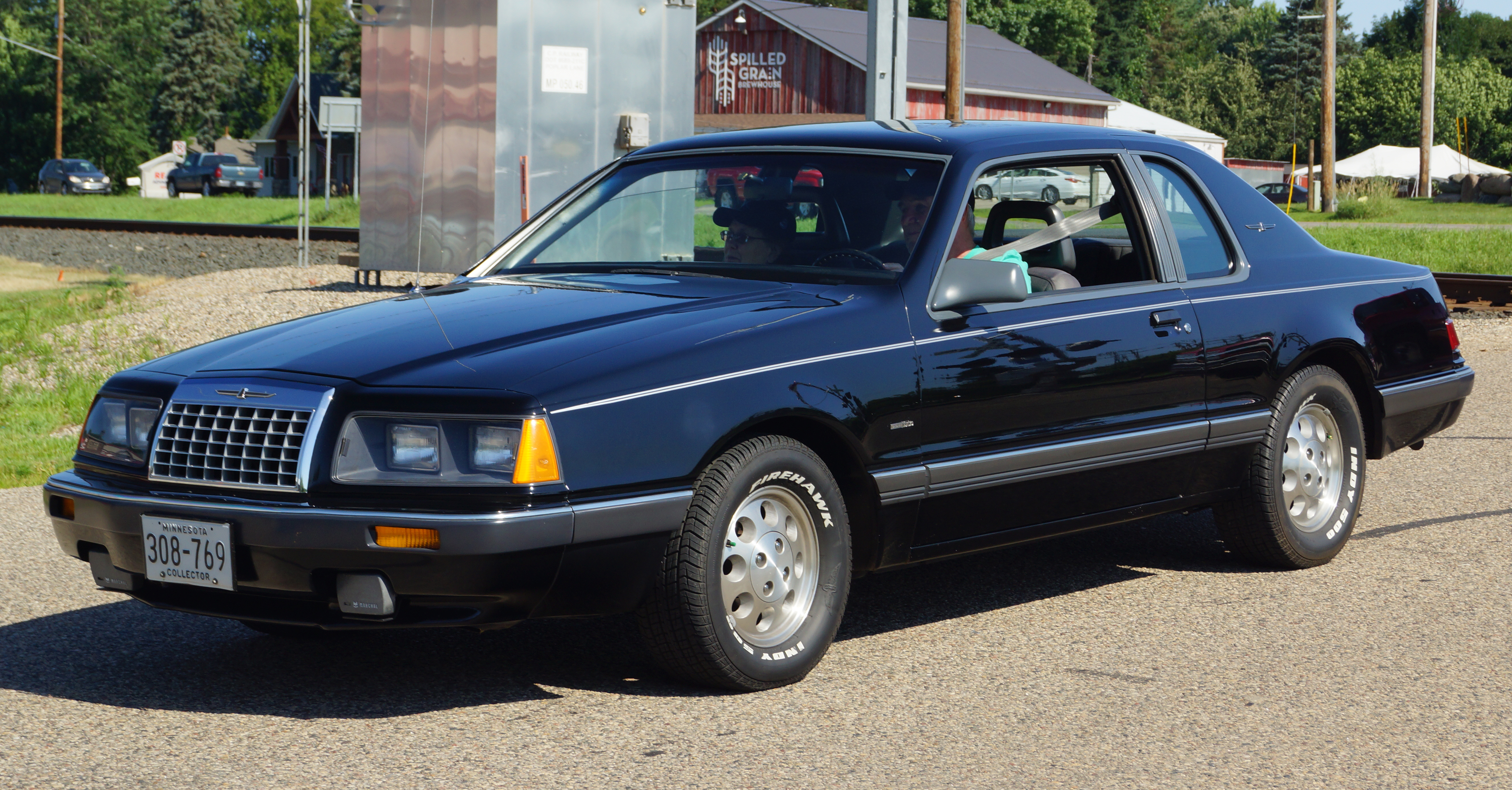
Ford Thunderbird (1984)

Kvůli neúspěchu osmé generace byla nová devátá kompletně designově přemodelovaná, i když technika zůstala téměř identická. Vůz byl také dále zmenšen, rozvor nyní činil 2 647 mm. Ford se novou generací snažil vrátit k původním sportovnějším kořenům, tudíž u deváté generace sázel více na jízdní výkon a ovladatelnost, než na luxus a pohodlí. K této změně ideologie Thunderbirdu ho donutila i rostoucí popularita evropských sportovních luxusních kupé jako BMW řady 6 či Mercedes-Benz SL. Design, původně navržen vývojáři z Lincolnu, byl ovlivněn snahou o skvělou aerodynamiku a určil směr následujícím Fordům, například Mustangu, Taurusu či Tempu. 
V nabídce motorů zůstal 3,8 litrový V6 (110 koní, 82 kW) a po roce se vrátil také 5litrový motor V8 (140 koní, 100 kW), nyní s elektronickým vstřikováním paliva. Kompletně nový byl 2,3 litrový řadový čtyřválec s turbodmychadlem, který produkoval 142 koní (106 kW) a od roku 1985 155 koní (116 kW). Čtyřválec byl také vybaven pětistupňovou převodovkou, zatímco ostatní motory pouze čtyřstupňovou. Vůz byl zprvu k dispozici ve třech výbavách - základní, Heritage a Turbo Coupe. Turbo Coupe byla jediná výbava, se kterou šel pořídit 2,3 litrový čtyřválec a jako jediná obsahovala samosvorný diferenciál. Tato výbava měla také sportovnější interiér s analogovými ukazateli a větší kola.

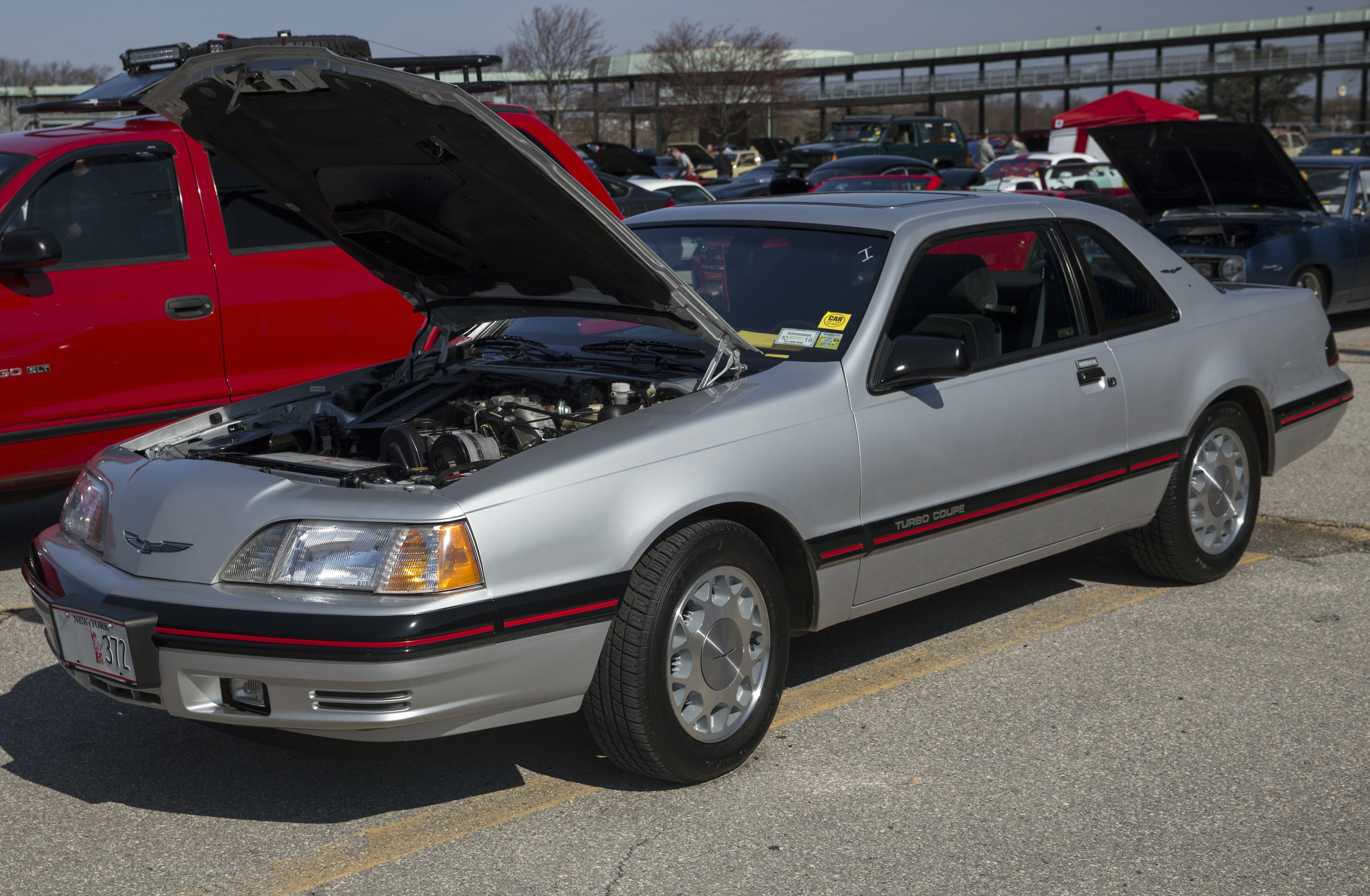
Ford Thunderbird Turbo Coupe (1987)

V roce 1984 se výbava Heritage přejmenovala na Élan, pro Turbo Coupe přibyla třístupňová automatická převodovka a přibyla nová speciální výbava FILA v kolaboraci se stejnojmennou oděvní a obuvní značkou. Vůz v této výbavě měl speciální lakování exteriéru, speciální barvu potahů v interiéru a na výběr z několika speciálních kol.
Další speciální výbava dorazila v roce 1985, pojmenovaná na počest 30. výročí Thunderbirdu – 30th Anniversary Edition. Vůz byl nalakován do speciální modré barvy s pruhy, měl plnou výbavu a 5litrový V8 motor. Thunderbird také prošel malou modernizací, kdy se mírně změnil vzhled přední masky chladiče, zadní světla a modernizována byla také přístrojová deska.
V roce 1986 byla z nabídky vyjmuta výbava FILA a vůz se dočkal miniaturních změn. V tomto roce již existoval návrh další generace Thunderbirdu namířené přímo proti BMW řady 6, ale Ford se ještě rozhodl prodloužit život deváté generace, jelikož prodeje byly stabilní.
Pro modelový rok 1987 přišel větší facelift, kdy vůz získal ještě více aerodynamický vzhled. Přední část vozu byla kompletně změněna a přibyla designová distinkce mezi výbavou Turbo Coupe a ostatními výbavami – Turbo Coupe se kompletně zbavil masky chladiče a měl sportovní kapotu se sáním. Výbava Élan byla zrušena a nahrazena výbavami LX a Sport. LX měla motor V6 a Sport V8. Turbo Coupe přibyl mezichladič, čímž se výkon zvýšil na 190 koní (142 kW), čímž se vyrovnal sportovnějšímu Mustangu a vůz s ním dosahoval maximální rychlosti 230 km/h. Thunderbird Turbo Coupe se stal Automobilem roku 1987 magazínu Motor Trend.
Deváté generace s vyrobilo celkem 885 745 kusů, prodejně nejsilnější byl rok 1984.

## Desátá generace (1989–1997)

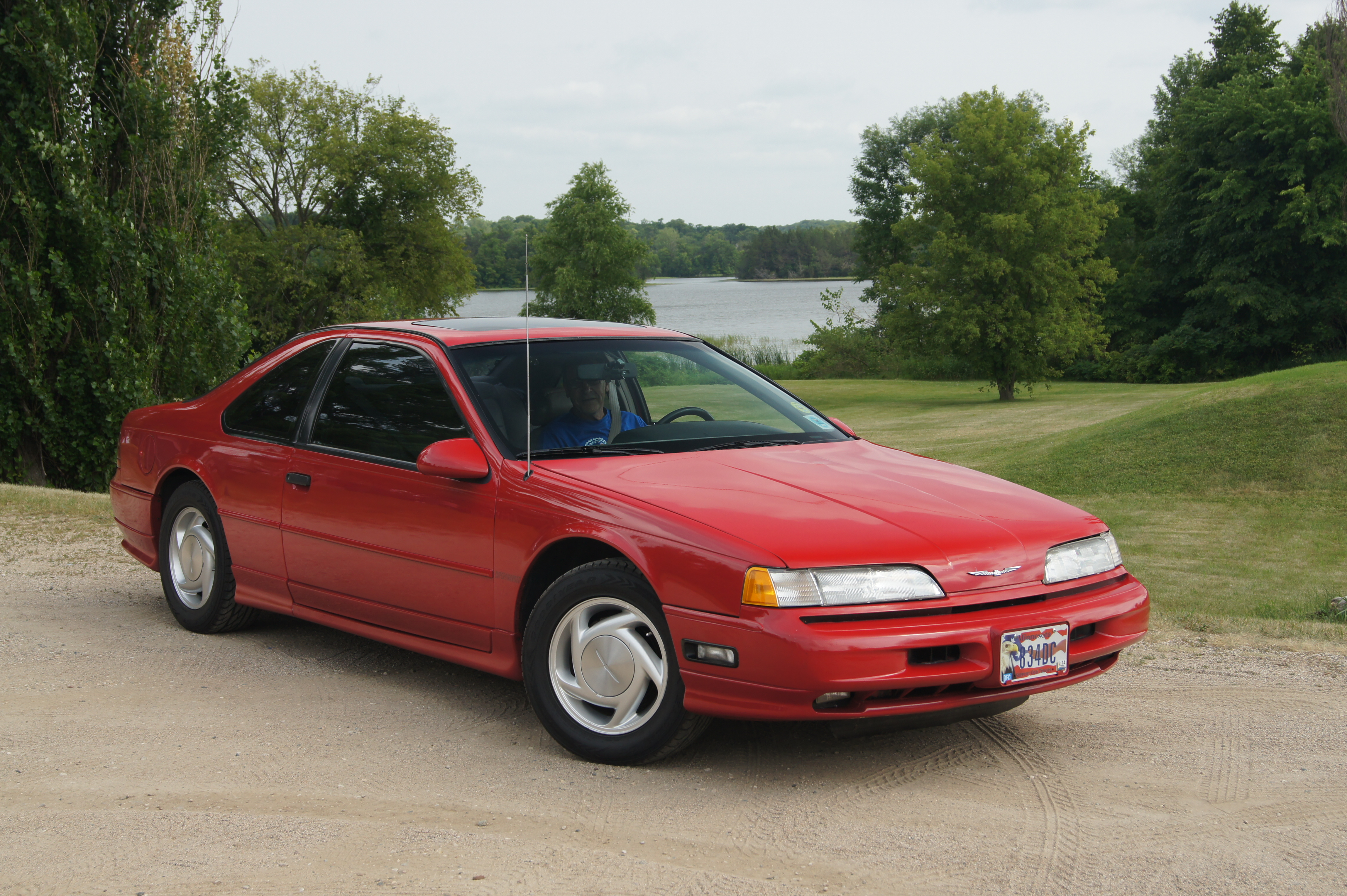
Ford Thunderbird Super Coupe (1989)

Desátá generace byla představena 26. prosince 1988 spolu s příbuzným Mercury Cougar. Nešlo o evoluci deváté generace, ale o kompletně nový model, postavený na platformě MN12, specifické pouze pro Thunderbird a Cougar. Design byl ještě více aerodynamický než u deváté generace a vůz se také opět zmenšil, ačkoliv rozvor se prodloužil o 229 mm. Kratší délka spolu s rovnoběžníkovou nápravou a nezávislým zavěšením kol vozu propůjčovaly skvělé jízdní vlastnosti i komfort. Šlo o první generaci Thunderbirdu, kde v nabídce motorů nebyl žádný motor V8 – v nabídce byly dva 3,8 litrové motory V6, jeden s výkonem 140 koní (104 kW) a druhý, pouze pro výbavu Super Coupe, s výkonem 210 koní (157 kW), turbodmychadlem a mezichladičem. Silnější motor používal pětistupňovou manuální převodovku od Mazdy. Verze Sport Coupe vyhrála ocenění Auto Roku magazínu Motor Trend.
I přes vyhraná ocenění a úspěch u zákazníků nebylo vedení Fordu s desátou generací spokojeno. 17. ledna 1989 president Fordu Harold A. Poling během mítinku zkritizoval všechny konstruktéry, především kvůli tomu, že byl vůz o 110 kilogramů těžší a 900 dolarů dražší, než se plánovalo. Vývojáře desáté generace tato kritika zaskočila, jelikož Thunderbird desáté generace byla snad technicky nejvyspělejší generace při uvedení na trhu, a několik jich rezignovalo, včetně hlavního vývojáře Anthonyho Kuchty, který Polinga poté kritizoval za to, že kritiku směřoval na všechny běžné zaměstnance, místo toho, aby zkritizoval jen jeho jako vedoucího projektu.
Rok 1991 přinesl návrat motoru V8, který byl výkonnostně umístěn mezi slabší a silnější V6, s obsahem 5 litrů a výkonem 200 koní (150 kW). V nabídce ovšem vydržel pouze do roku 1993.
V roce 1994 prošla desátá generace velkou modernizací, kdy se výrazně změnil vzhled vozu, byla upravena nabídka motorů, přidány bezpečnostní prvky a kompletně redesignován interiér. 5litrový V8 byl nahrazen 4,6 litrovým V8 Modular s výkonem 205 koní (153 kW) a s řídící jednotkou. Z 0 na 100 km/h vůz zrychlil za 8,1 sekundy. 3,8 litrový motor ve výbavě Super Coupe prošel modernizací také a zvedl se mu výkon na 230 koní (170 kW), což vozu umožnilo zrychlit z 0 na 100 km/h za sedm sekund. Výkonnost vozu spolu s modernizací sklidila u kritiků chválu, ale prodeje verze Super Coupe slábly a výbava i motor se v roce 1995 přestala nabízet.
V roce 1995, kdy model Thunderbird slavil čtyřicáté narozeniny, bylo rozhodnuto o brzkém ukončení výroby a toto výročí se tedy nijak neslavilo. Od roku 1996 se vůz prodával pouze ve verzi LX a dočkal se menšího faceliftu, který změnil vzhled přední části vozu. Poslední Thunderbird desáté generace byl vyroben 4. září 1997.

## Jedenáctá generace (2002–2005)

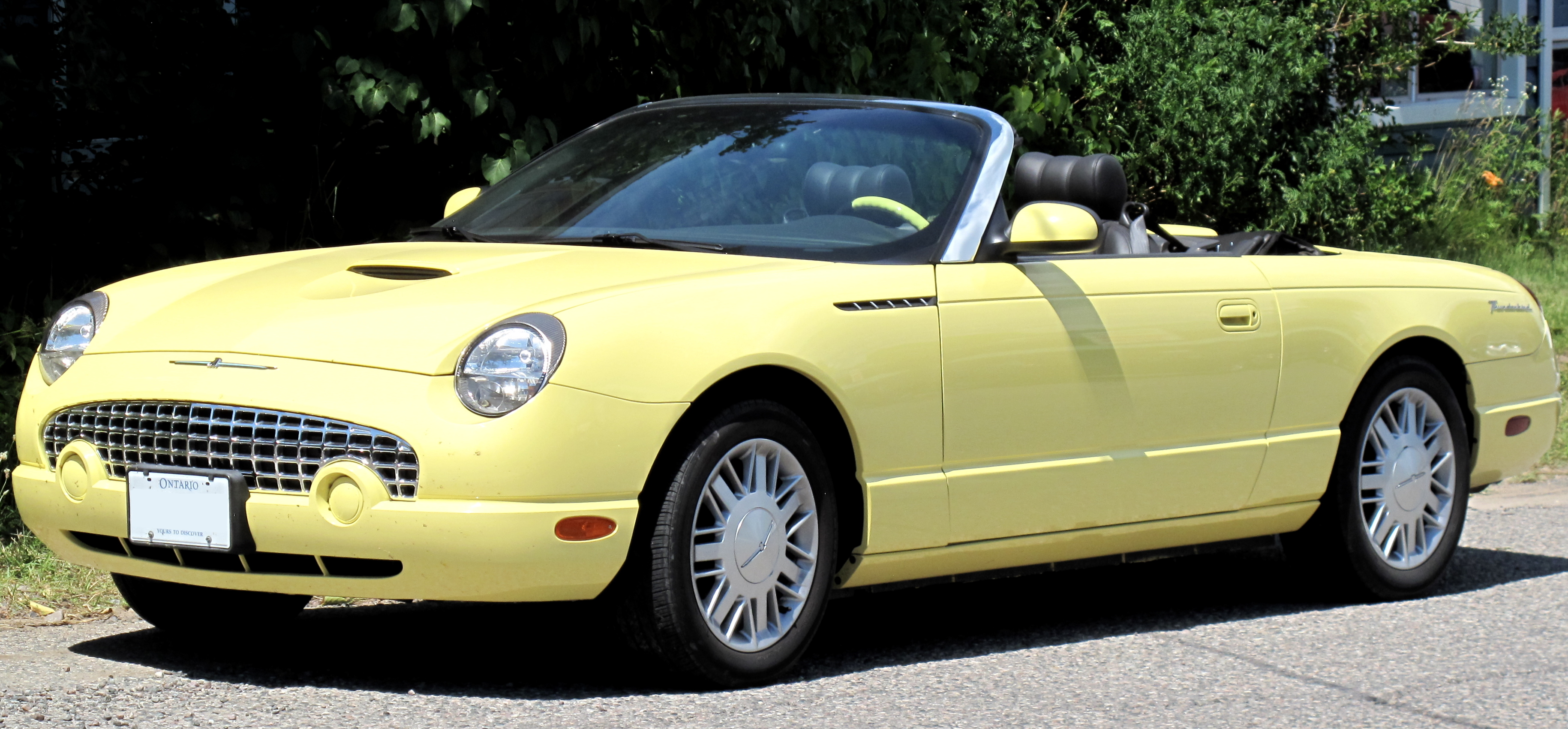
Ford Thunderbird (2002)

Po pětileté pauze Ford v roce 2002 uvedl na trh jedenáctou generaci Thunderbirdu, designovanou v retro stylu odkazujícím na první generaci. Koncept vozu byl představen na Severoamerickém mezinárodním autosalonu 3. ledna 1999. a první sériové vozy se k zákazníkům dostaly v druhé půlce roku 2001. O možnost navrhnou vzhled vozu soutěžila čtyři návrhářská studia – v Anglii, Německu, Kalifornii a Michiganu, kterým byly vypůjčeny dva Thunderbirdy – ročníky 1955 a 1957, kterými se měla inspirovat. Vítězný design vybíral ředitel Fordu Jack Telnack, na jehož přání se jedenáctá generace dostala do produkce. Zvolil návrh z Michiganu.
Vůz byl postaven na platformě DEW, kterou sdílel s vozy Jaguar S-Type a Lincoln LS.
S výrazným poklesem prodejů po prvním modelovém roce Ford ukončil výrobu Thunderbirdu v modelovém roce 2005. Poslední Thunderbird byl vyroben 1. července 2005.